# Elleanthus scharfii
Elleanthus scharfii är en orkidéart som beskrevs av Dodson. Elleanthus scharfii ingår i släktet Elleanthus och familjen orkidéer. Inga underarter finns listade i Catalogue of Life.